# Rudolf Picard
Rudolf Picard (* 11. September 1889 in Gräfrath; † 23. Januar 1976 in Solingen) war ein deutscher Lehrer und Mundartforscher.
Picard wurde geboren in der Hofschaft Külf, die im Gebiet der Stadt Gräfrath (heute Solingen) liegt. Er war Lehrer und Schulrektor bis 1955. Sein besonderes Interesse gehörte der Mundart, insbesondere dem Solinger Platt. Er verfasste die erste wissenschaftlich fundierte Mundartgrammatik dieses Dialekts sowie ein umfangreiches Wörterbuch. „Der Picard“ gilt in seiner Heimatstadt als Standardwerk.
Rudolf Picard leitete viele Jahre die Mundartgruppe De Hangkgeschmedden, wurde 1964 zum Ehrenmitglied der Abteilung Solingen des Bergischen Geschichtsvereins ernannt und bekam 1969 den Ehrenring der Stadt Solingen verliehen.

## Publikationen
- Mit Hans Brangs: Bergische Heimatgeschichte. Bd. 1: Bilder und Gestalten aus der bergischen Geschichte. 1952
- Solinger Sprachschatz. Wörterbuch und sprachwissenschaftliche Beiträge zur Solinger Mundart. Duisburg 1974